# Základ daně z příjmů fyzických osob v České republice
Základ daně z příjmů fyzických osob v České republice se vypočítává jako součet dílčích základů daně z příjmů, tj. podle § 6 až § 10 zákona č. 586/1992 Sb., o daních z příjmů.
Všechny příjmy fyzické osoby jsou rozděleny do pěti odděleně posuzovaných částí, tzv. dílčích základů daně, přičemž pro každý dílčí základ platí odlišná využitelnost těchto příjmů. Některé z dílčích základů daně z příjmů jsou výsledkem soustavné činnosti, některé vznikají fyzické osobě pouze výjimečně.

## Dílčí základy daně z příjmů
1. Příjmy ze závislé činnosti a funkční požitky (§ 6 zákona o daních z příjmů),
2. Příjmy z podnikání a jiné samostatné výdělečné činnosti (§ 7 zákona o daních z příjmů),
3. Příjmy z kapitálového majetku (§ 8 zákona o daních z příjmů),
4. Příjmy z pronájmu (§ 9 zákona o daních z příjmů),
5. Ostatní příjmy (§ 10 zákona o daních z příjmů).

V rámci každého dílčího základu daně existují samostatné základy daně, které sice obsahově patří do výše jmenovaných dílčích základů daně, ale které do nich nevstupují a zdaňují se samostatně zvláštní sazbou daně, tzv. srážkovou daní ve výši 15 %. Tento samostatný základ daně se nesnižuje o žádné výdaje ani odpočty. Tuto daň odvádí plátce, tj. osoba, která příjem vyplácí.

### Příjmy ze závislé činnosti a funkční požitky
V rámci tohoto dílčího základu daně se zdaňují mzdy a platy, tzn. že jde o příjem ze zaměstnání (z pracovněprávního, služebního nebo členského poměru). Pojmem požitky se rozumí odměny za výkon funkce např. poslanců. Dále se těmito příjmy rozumí i nepeněžní příjmy od zaměstnavatele, např. podnikový byt pro zaměstnance zdarma. Příjmy v této kategorii vyplácí zaměstnavatel.

#### Příjem vyňatý
Příjmem vyňatým z tohoto dílčího základu daně jsou náhrady cestovních výdajů do výše zákonných limitů, zaměstnavatelem poskytnuté pracovní pomůcky a pracovní oděvy.

#### Příjem osvobozený
Příjmem osvobozeným jsou většinou nepeněžitá plnění od zaměstnavatele, např. poskytování nealko nápojů na pracovišti nebo závodní stravování, příspěvky zaměstnavatele na penzijní připojištění zaměstnance (zde existují maximální limity příspěvku – ten činí pro každého zaměstnavatele 24 000 Kč za rok) a jiné.
Příjmy vyňaté a osvobozené se do výpočtu základu daně nezahrnují.
Základem daně z příjmů ze závislé činnosti a funkčních požitků je hrubá mzda (mzda nebo plat).
Samostatným základem daně v rámci § 6 je příjem z dohody o provedení práce – odměna od jednoho zaměstnavatele nesmí přesáhnout za kalendářní měsíc výši 10 000 Kč.

### Příjmy z podnikání a jiné samostatné výdělečné činnosti
Podnikání je samostatná činnost podnikatele prováděná na vlastní jméno, vlastní zodpovědnost a za účelem dosažení zisku. Do § 7 patří následující příjmy: 
- Příjmy ze zemědělské výroby,
- Příjmy ze živnosti dle živnostenského zákona – živnostenské oprávnění (např. truhlář),
- Příjmy z jiného podnikání, tj. podnikání dle zvláštních předpisů, např. lékaři, advokáti, daňoví poradci a jiní.

Naopak podnikáním nejsou:
- Příjmy z užití nebo poskytnutí průmyslového vlastnictví a jiného duševního vlastnictví (např. příjmy z licencí na patenty),
- Příjmy z autorských práv (např. příjmy za literární díla),
- Příjmy z nezávislého podnikání (např. profesionální sportovci).

Příjmy v § 7 lze snížit o výdaje na dosažení, zajištění a udržení příjmů. Podnikatel může odečíst:
- Skutečné výdaje – tj. výdaje skutečně prokázané na dosažení, zajištění a udržení příjmů
- Paušální výdaje (procentem z příjmů) – pokud se pro tento druh výdajů poplatník rozhodne, je to bráno tak, že obsahují vše, co mohl vynaložit na dosažení příjmů, tzn. i např. odpisy.

#### Procenta paušálních výdajů
1. Příjmy ze zemědělské činnosti – 80 %,
2. Příjmy z řemeslných živností – 80 %,
3. Příjmy z ostatních živností – 60 %,
4. Příjmy z jiného podnikání a nezávislého podnikání – 40 %,
5. Příjmy z převodu a využití práv – 40 %.

Do samostatného základu daně v rámci § 7 patří honoráře plynoucí autorům za příspěvky do rozhlasu, televize, novin a časopisů v souhrnu do 7 000 Kč za měsíc.

### Příjmy z kapitálového majetku
Jsou to příjmy z držby finančního majetku. Příkladem jsou:
- Úroky z vkladů na podnikatelských běžných účtech,
- Úroky z poskytnutých úvěrů a zápůjček.

Příjmy z kapitálového majetku nelze snížit o žádné výdaje. 
V České republice většina příjmů podle § 8 tvoří samostatné základy daně a daní se srážkou u zdroje. Těmi jsou:
- Úroky z vkladů na nepodnikatelském běžném účtu ,
- Úroky z vkladů na úsporných účtech,
- Úroky z vkladních listů,
- Podíly na zisku kapitálových společností a družstev,
- Dividendy a jiné.

### Příjmy z pronájmu
Jsou to pravidelné příjmy z pronájmu nemovitostí, bytů, nebytových prostor a movitých věcí, a to jak peněžní příjmy, tak i nepeněžní nájemné. Nesmí jít o příležitostný pronájem.
Příjmy lze snížit o výdaje na dosažení, zajištění a udržení příjmů. Existují dvě možnosti uplatnění výdajů:
- Ve skutečné výši – výdaje, které přímo souvisí s pronájmem,
- Výdaje paušálem – 30 % z příjmů.

### Ostatní příjmy
Do § 10 patří všechny příjmy, které nebyly zahrnuty v předchozích dílčích základech daně. Patří sem např.:
- Příjmy z pronájmu movitého majetku (příležitostný pronájem),
- Příjmy ze zemědělské výroby (příležitostné), např. prodej přebytků ze zahrádky,
- Příjmy z prodeje majetku (většina jich však je osvobozena od daně z příjmů).

Ostatní příjmy lze snížit o prokázané výdaje nutné na dosažení příjmů. Pouze v jediném případě lze použít paušální výdaje, a to u příležitostných příjmů ze zemědělské výroby ve výši 80 % z příjmů.
Pokud jsou příležitostné příjmy ve svém souhrnu za zdaňovací období do 20 000 Kč, jsou osvobozeny od daně z příjmů. V rámci § 10 tvoří samostatný základ daně např. výhry ze sportovních a veřejných soutěží (neznamená veřejná soutěž) nad 10 000 Kč (do této výše jsou osvobozeny).